# Limnophora aureoapicis
Limnophora aureoapicis är en tvåvingeart som beskrevs av Shinonaga 2007. Limnophora aureoapicis ingår i släktet Limnophora och familjen husflugor.
Artens utbredningsområde är Pakistan. Inga underarter finns listade i Catalogue of Life.